# امیویرین
امیویرین (به انگلیسی: Emivirine) با فرمول شیمیایی C۱۷H۲۲N۲O۳ یک ترکیب شیمیایی با شناسه پاب‌کم ۶۵۰۱۳ است. که جرم مولی آن ۳۰۲٫۳۶۸۱۸ g/mol می‌باشد. 